# Битва на Березині
Битва на Березині — битва 26—29 листопада 1812 року між французькими корпусами, союзними поляками і російськими арміями Чичагова і Вітгенштейна на обох берегах річки Березина під час переправи Наполеона під час російсько-французької війни 1812 року.